# TJ Slavoj Jeseník nad Odrou

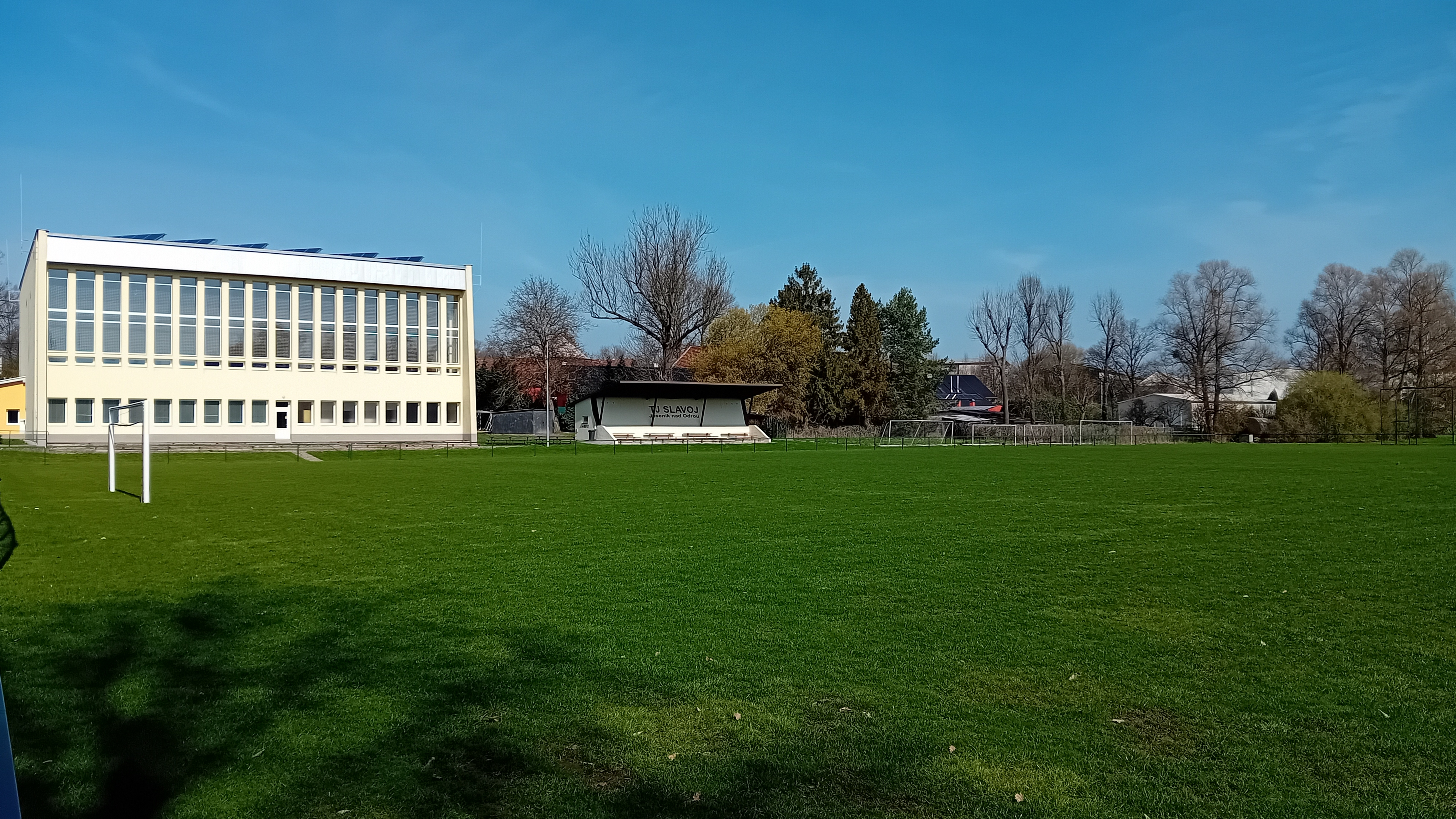
Fotbalový stadion

TJ Slavoj Jeseník nad Odrou (celým názvem: Tělovýchovná Jednota Slavoj Jeseník nad Odrou, zapsán jako: TJ Slavoj Jeseník nad Odrou) je český fotbalový klub sídlící v moravské obci Jeseník nad Odrou, okrese Nový Jičín v Moravskoslezském kraji, založen byl v roce 1948. Roku 2016 změnil jméno na TJ Slavoj Jeseník nad Odrou, zs. Své domácí zapasy odehrává na Fotbalovém stadionu Jeseník nad Odrou s kapacitou 2000 stojících a 200 sedících diváků.

## Historické názvy
- 1948 – TJ Slavoj Jeseník nad Odrou (Tělovýchovná Jednota Slavoj Jeseník nad Odrou)
- 2016 – TJ Slavoj Jeseník mad Odrou zs. (Tělovýchovná Jednota Slavoj Jeseník nad Odrou, zapsaný spolek)

## Umístění v jednotlivých sezonách
Stručný přehled
- 2004–2010: Okresní přebor Novojičínska
- 2010–: I. B třída Moravskoslezského kraje – sk. D

Jednotlivé ročníky
Legenda: Z - zápasy, V - výhry, R - remízy, P - porážky, VG - vstřelené góly, OG - obdržené góly, +/- - rozdíl skóre, B - body, červené podbarvení - sestup, zelené podbarvení - postup, fialové podbarvení - reorganizace, změna skupiny či soutěže
| Česko (2004– ) |                                            |        |    |    |    |    |    |    |     |    |        |
| Sezóny         | Liga                                       | Úroveň | Z  | V  | R  | P  | VG | OG | +/- | B  | Pozice |
| 2004/05        | Okresní přebor Novojičínska                | 8      | 26 | 7  | 4  | 15 | 47 | 69 | -22 | 25 | 12.    |
| 2005/06        | Okresní přebor Novojičínska                | 8      | 26 | 14 | 1  | 11 | 55 | 55 | 0   | 43 | 3.     |
| 2006/07        | Okresní přebor Novojičínska                | 8      | 26 | 9  | 2  | 15 | 46 | 61 | -15 | 29 | 9.     |
| 2007/08        | Okresní přebor Novojičínska                | 8      | 26 | 11 | 4  | 11 | 53 | 49 | +4  | 37 | 7.     |
| 2008/09        | Okresní přebor Novojičínska                | 8      | 26 | 9  | 6  | 11 | 49 | 50 | -1  | 33 | 8.     |
| 2009/10        | Okresní přebor Novojičínska                | 8      | 26 | 14 | 6  | 6  | 94 | 36 | +58 | 48 | 2.     |
| 2010/11        | I. B třída Moravskoslezského kraje – sk. D | 7      | 26 | 10 | 5  | 11 | 51 | 52 | -1  | 35 | 10.    |
| 2011/12        | I. B třída Moravskoslezského kraje – sk. D | 7      | 26 | 10 | 4  | 12 | 45 | 48 | -3  | 34 | 7.     |
| 2012/13        | I. B třída Moravskoslezského kraje – sk. D | 7      | 24 | 7  | 3  | 14 | 36 | 56 | -20 | 24 | 12.    |
| 2013/14        | I. B třída Moravskoslezského kraje – sk. D | 7      | 26 | 8  | 10 | 10 | 54 | 52 | +2  | 32 | 7.     |
| 2014/15        | I. B třída Moravskoslezského kraje – sk. D | 7      | 26 | 10 | 4  | 12 | 50 | 49 | +1  | 34 | 7.     |
| 2015/16        | I. B třída Moravskoslezského kraje – sk. D | 7      | 26 | 8  | 9  | 9  | 39 | 44 | -5  | 33 | 7.     |
| 2016/17        | I. B třída Moravskoslezského kraje – sk. D | 7      | 26 | 13 | 6  | 7  | 51 | 40 | +11 | 45 | 3.     |
| 2017/18        | I. B třída Moravskoslezského kraje – sk. D | 7      | 26 | 8  | 6  | 12 | 39 | 53 | -14 | 30 | 10.    |
| 2018/19        | I. B třída Moravskoslezského kraje – sk. D | 7      | 26 | 12 | 4  | 10 | 57 | 56 | +1  | 40 | 5.     |
| 2019/20        | I. B třída Moravskoslezského kraje – sk. D | 7      | 13 | 8  | 1  | 4  | 37 | 26 | +11 | 25 | 1.     |
| 2020/21        | I. B třída Moravskoslezského kraje – sk. D | 7      | 9  | 5  | 1  | 3  | 19 | 17 | +2  | 16 | 2.     |
| 2021/22        | I. B třída Moravskoslezského kraje – sk. D | 7      | 24 | 13 | 5  | 6  | 52 | 28 | +24 | 44 | 4.     |
| 2022/23        | I. B třída Moravskoslezského kraje – sk. D | 7      | 26 | 18 | 5  | 3  | 90 | 33 | +57 | 59 | 3.     |
| 2023/24        | I. B třída Moravskoslezského kraje – sk. D | 7      | 26 | 17 | 4  | 5  | 85 | 38 | +47 | 55 | 4.     |
| 2024/25        | I. B třída Moravskoslezského kraje – sk. D | 7      | 25 | 15 | 4  | 6  | 88 | 41 | +47 | 49 | 5.     |

Poznámky:
- 2019/20: Sezona nedohrána kvůli pandemii covidu-19.
- 2020/21: Sezona nedohrána kvůli pandemii covidu-19.